# Fei Xiaotong
Pour les articles homonymes, voir Fei et Xiaotong.
Fei Xiaotong 费孝通 (2 novembre 1910 - 24 avril 2005) Né à Wujiang (aujourd'hui un district de la ville de Suzhou), dans la province du Jiangsu, il est un anthropologue, sociologue, ethnologue et activiste social de renom. Il est l'un des fondateurs de la sociologie et de l'anthropologie chinoises. Il a également occupé les fonctions de vice-président du Comité permanent de la 7e et 8e Assemblée nationale populaire, ainsi que de vice-président du 6e Comité national de la Conférence consultative politique du peuple chinois.
À la fin des années 1920, il étudie à l'Université de Suzhou, puis de Qinghua. Sa mère convertie au christianisme l'a familiarisé à d'autres valeurs que le confucianisme de son père, et cette imprégnation culturelle a dû le préparer à apprendre la sociologie à travers les textes de l'École de Chicago. En 1935, il part pour la London School of Economics après avoir fait un terrain dans un village rural chinois. Il compte y étudier avec Bronislaw Malinowski, mais c'est avec Raymond Firth qu'il fera sa thèse. Rentré en Chine, il fera très vite les frais de la condamnation de la « science bourgeoise » par le parti communiste en 1952. Interdit d'enseignement, d'abord, puis « rééduqué », il resurgit à la fin des années 1970, et se voit confier la restauration de la section de sociologie de l'Académie des sciences de Pékin.
Depuis lors, on assiste au « renouveau » des sciences sociales en Chine. Notamment à l'Université de Qinghua, dont le département de sociologie a ouvert à nouveau en 2000.
Un article d'Aurore Merle, publié début 2004, retrace en détail quelques-uns des développements récents des sciences sociales en Chine. À partir des travaux de Sun Liping, notamment, elle donne une idée des préoccupations contemporaines des sociologues chinois.

## prix et distinctions
- Prix de la culture asiatique de Fukuoka en 1993

#### Institutions officielles chinoises
- Commission des affaires ethniques d'État de République populaire de Chine
- Université centrale des minorités
- Académie des sciences sociales de la région autonome du Tibet
- Université du Tibet pour les nationalités
- Centre de recherche tibétologique de Chine

#### Anthropologues
- Huang Xianfan, École de Bagui, École de Wunu
- Chen Qingying (Tibétologue)
- Lhagpa Phuntshogs (Tibétologue)
- Jigmé Ngapo (Anthropologue tibétain)
- Chappel Tséten Püntsok (Tibétologue)
- Tashi Tsering (Tibétologue)
- Thubten Samdup (Ethnomusicologue tibétain)

#### Sociologues
- Chen Da
- Chen Hansheng

#### Historiens
- Dungkar Lobsang Trinley
- Gu Jiegang

## Référence
1. ↑  Site de la Faculté des Sciences Sociales de l'Université Tsinghua
2. ↑  Fei Xiaotong, a Pioneer in Chinese Anthropology New York Times, mai 2005